# Bousquet
Bousquet var en adlig ätt nummer 1483 på riddarhuset. Ättens enda medlem var Jean Louis Bousquet, född 16 augusti 1664 i S:t Hippolyte i Languedoc. Han tvingades år 1691 på grund av religionsförföljelser lämna sitt hemland och gick med i först den engelska och sedan den holländska armén. Han fortsatte att tjänstgöra i olika trupper och kom år 1710 till Karl XII i Turkiet. Bousquet var med i slagen vid Poltava och Gadebusch m.fl. och adlades år 1714. Han beskrivs av Gustaf Elgenstierna som en av Karl XII:s tappraste krigshjältar. Jean dog år 1747 och begravdes i Kalmar stadskyrka.